# Петър Костов – Пашата
Вижте пояснителната страница за други личности с името Петър Костов.
Петър (Петре) Костов, известен като Пашата, е български революционер, прилепски околийски войвода на Вътрешната македоно-одринска революционна организация и Вътрешната македонска революционна организация.

## Биография
Костов е роден в 1889 година в Прилеп, Османската империя, днес Северна Македония. Завършва прогимназиално образование. В 1910 година е четник при Милан Гюрлуков. При избухването на Балканската война в 1912 година е доброволец в Македоно-одринското опълчение.
| Прилепска чета на Петър Костов, 22 август 1915 година | Прилепска чета на Петър Костов, 22 август 1915 година | Прилепска чета на Петър Костов, 22 август 1915 година | Прилепска чета на Петър Костов, 22 август 1915 година | Прилепска чета на Петър Костов, 22 август 1915 година |
| Номер                                                 | Име                                                   | Селище                                                | Околия                                                | Забележка                                             |
| ----------------------------------------------------- | ----------------------------------------------------- | ----------------------------------------------------- | ----------------------------------------------------- | ----------------------------------------------------- |
| 1.                                                    | Петър Костов                                          | Прилеп                                                | Прилепско                                             |                                                       |
| 2.                                                    | Тодор Начев                                           | Прилеп                                                | Прилепско                                             |                                                       |
| 3.                                                    | Янче Тотков                                           | Живово                                                | Мориховско                                            |                                                       |
| 4.                                                    | Димитър Петров                                        | Витолища                                              | Прилепско                                             |                                                       |

През лятото на 1915 година Костов е войвода в Прилепско. Завежда Прилепската околия след 1920 година, като в 1925 година четата му се състои от 33 четници.
Умира на 6 август 1925 година заедно с велешкия войвода Петър Станчев в сражение със сърбите в Горна Драчевица, Тиквешко.